# 賴森-霍爾滕
賴森-霍爾滕（Rijssen-Holten）是荷蘭的一個市镇，位於荷兰東部，在行政區劃上屬於上愛塞省。該市鎮設立於2001年，是由霍爾滕和賴森兩個市鎮合併而成。

## 外部連結
- 维基共享资源上的相關多媒體資源：賴森-霍爾滕
- Official website （页面存档备份，存于）